# Yisa Sofoluwe
Yisa Sofoluwe (Abeokuta, Nigeria, 28 de diciembre de 1967-Lagos, Nigeria, 9 de febrero de 2021) fue un futbolista de Nigeria que jugó en la posición de lateral izquierdo.

## Carrera

### Club
| Periodo   | Club              |
| --------- | ----------------- |
| 1982-1983 | Shooting Stars SC |
| 1984-1987 | Abiola Babes      |
| 1988-1998 | Julius Berger FC  |
| 1999-2000 | Gateway United FC |

### Selección nacional
Jugó para Nigeria en 42 ocasiones de 1983 a 1988 y anotó un gol; participó en dos ediciones de la Copa Africana de Naciones.

## Muerte
Sofoluwe murió de COVID-19 en el Lagos University Teaching Hospital (LUTH) en Lagos el 9 de febrero de 2021 a los 53 años, como otra víctima de la Pandemia de COVID-19 en Nigeria.

## Logros
- Liga Premier de Nigeria (2): 1983, 1991
- Copa de Nigeria (3): 1985, 1987, 1996